# Mihai Donisan
Mihai Donisan (né le 24 juillet 1988 à Bucarest) est un athlète roumain, spécialiste du saut en hauteur.

## Biographie
Finaliste aux Championnats d'Europe à Helsinki, il a franchi à deux reprises la barre de 2,30 m, à New York le 29 août 2011 et, en salle, à Bucarest le 18 janvier 2013. Le 27 juillet 2013, il porte son record à 2,31 m à Stara Zagora.
Le 6 juin 2015 à Pitești, il franchit 2,29 m ce qui lui donne le minima pour les Jeux olympiques de 2016. Toutefois en mai 2016, il est contrôlé comme faiblement positif au Meldonium, substance interdite. Le 11 juin, la disqualification est confirmée pour tous les athlètes contrôlés positifs. Il est suspendu jusqu'au 19 février 2018.

## Palmarès
| Date | Compétition                       | Lieu         | Résultat | Marque |
| ---- | --------------------------------- | ------------ | -------- | ------ |
| 2009 | Jeux de la Francophonie           | Beyrouth     | 1er      | 2,24 m |
| 2011 | Championnats d'Europe par équipes | Izmir        | 3e       | 2,15 m |
| 2012 | Championnats d'Europe             | Helsinki     | 8e       | 2,24 m |
| 2013 | Jeux de la Francophonie           | Nice         | 2e       | 2,30 m |
| 2014 | Championnats des Balkans          | Pitești      | 2e       | 2,22 m |
| 2015 | Championnats d'Europe par équipes | Heraklion    | 3e       | 2,24 m |
| 2015 | Championnats des Balkans          | Pitești      | 4e       | 2,20 m |
| 2018 | Championnats des Balkans          | Stara Zagora | 6e       | 2,15 m |
| 2019 | Championnats des Balkans en salle | Istanbul     | 3e       | 2,19 m |
| 2019 | Championnats d'Europe par équipes | Sandnes      | 9e       | 2,12 m |
| 2019 | Championnats des Balkans          | Pravetz      | 4e       | 2,10 m |

## Records
| Épreuve         | Épreuve   | Marque | Lieu         | Date            |
| --------------- | --------- | ------ | ------------ | --------------- |
| Saut en hauteur | Plein air | 2,31 m | Stara Zagora | 27 juillet 2013 |
| Saut en hauteur | En salle  | 2,30 m | Bucarest     | 18 janvier 2013 |